# أسئلة للوطن (فلم)
أسئلةٌ للوطن (بالفرنسية: Questions à la terre natale) هو فيلم وثائقي سنغالي صدر عام 2006.

## القصّة
إلى أين تتجه إفريقيا؟ بعد أربعين عاما من استقلالها، أصبحت القارة الأفريقية في حالة اضطرابٍ وتناقضٍ بين رغبتها في التحرر من الرقابة الاستعمارية من جهة واعتمادها على حسن النية وإحسان الدول الغنية من جهة ثانيّة. هذا الفيلم الوثائقيّ بمثابة عن منتدى يُسأَلُ من خلاله الأفارقة أنفسهم عن الطريقة التي يرون بها قارتهم وقادتها.